# Rifugio Averau
Il rifugio Averau è un rifugio situato a cavallo dei comuni di Cortina d'Ampezzo e Colle Santa Lucia (BL), presso la Forcella Nuvolau, nelle Dolomiti (Gruppo delle Cinque Torri), a 2.413 m s.l.m.

## Storia

### Dal primo edificio al Nuvolaupaβhütte
Il primo edificio sorto nella zona fu costruito verso la fine dell'ottocento, ma si trattava di un monolocale in legno senza fondamenta; solo nel 1903 la famiglia Finazzer costruì una struttura in muratura di due piani con soffitta bassa, dotata di quattro camere da 8 posti letto. Il locale fu aperto con il nome tedesco Nuvolaupaβhütte (rifugio Forcella Nuvolau).

### Dalla prima guerra mondiale alla distruzione
Nel 1916, in seguito all'inizio della prima guerra mondiale, il rifugio venne occupato dall'esercito italiano che ne fece il suo quartier generale sul fronte delle Cinque Torri, in quanto al riparo dall'artiglieria del Lagazuoi, ma molto vicino al fronte. Intorno al rifugio venne allestito un ospedale da campo, per il solo primo soccorso, ed altre piccole costruzioni in legno per fini logistici. Alla fine della Grande Guerra la proprietà ritornò alla famiglia Finazzer, che riaprì la struttura nel periodo estivo sempre come Nuvolaupaβhütte; la costruzione venne rasa al suolo negli anni seguenti.

### Dalla ricostruzione a oggi
Nel 1974 con lo sviluppo dell'area del passo Giau, iniziarono i lavori di ricostruzione dell'edificio sempre con la famiglia Finazzer. Nel 1980 la famiglia Siorpaes comprò l'edificio non terminato dei fratelli Walter e Osvaldo Finazzer e ad oggi il rifugio è gestito ancora dalla famiglia Siorpaes. I lavori di costruzione terminarono nel 1982, ed il rifugio venne aperto con il nome rifugio Averau. In seguito si misero in opera altri lavori nel 1985 e nel 1988 e venne definitivamente ricostruito nel 2010.

## Accessi
Gli accessi estivi sono:
- Dal passo Giau attraverso il sentiero nº452 (3,5 km, 177 m di dislivello)
- Dal passo Falzarego attraverso il sentiero nº441 (3,5 km, 311 m di dislivello)
- Da zona Cianzopè attraverso il sentiero nº439 (6 km, 679 m di dislivello)
- Dal rifugio Fedare attraverso il sentiero nº 464 (3 km, 461 m di dislivello)

Gli accessi invernali sono:
- Con gli sci tramite gli impianti sciistici della zona Lagazuoi-5 Torri-Giau.
- Con gli sci d'alpinismo o con racchette da neve attraverso tracciato battuto da zona Cianzopè (6 km, 679 m di dislivello)

## Ascensioni
- Monte Averau, via ferrata. Percorrenza: 1 h - Dislivello: 236 m - Difficoltà: EEA
- Nuvolau, sentiero nº 439. Percorrenza: 30 min - Dislivello: 130 m - Difficoltà: E
- Gusella di Nuvolau, via ferrata. Percorrenza: 2 h - Dislivello: 361 m - Difficoltà: EEA
- Cinque Torri, vie d'arrampicata sportiva e vie alpinistiche di tutti i tipi e le difficoltà.

## Curiosità
L'attuale proprietario e gestore del rifugio è un diretto discendente dell'alpinista Santo Siorpaes. La guida è infatti affrescata su una delle pareti dell'edificio, in cui si ricorda anche la prima ascensione al monte Averau effettuata proprio da Santo e dallo scrittore e alpinista viennese Richard Issler il 10 agosto 1874.